# Нікопольські мученики
Нікопольські мученики († 318, Нікополь, турецька Вірменія — провінція Сівас, сьгоднішня східна Туреччина) — 45 вірменських мучеників та ранньо-християнських святих (Леонтій, Маврикій, Данило, Антоній, Олександр, Меней, Вірілад та інші) які після катувань були спалені у вогні за вімову ідольських жертвоприношень за часів правління імператора Ліцинія.

## Історія
Сорок п'ять мучеників постраждали у вірменському місті Никополі за царювання імператора Ліцинія (307-324), співправителя Костянтина Великого. Ліциній жорстоко переслідував християн і в своїй східній області видав указ віддавати на муки і смерть всіх, хто не погоджується повернутися до язичництва. Коли почалися переслідування в Никополі, більше сорока послідовників Христових зважилися добровільно з'явитися до гонителів, відкрито визнати віру в Сина Божого і прийняти муки. Святих ісповідників очолювали Леонтій, Маврикій, Данило, Антоній, Олександр, що відрізнялися своїм добродійним життям. Урядовець, до якого прийшли святі ісповідники, був здивований одностайністю і мужністю людей, які добровільно прирікали себе на муки і смерть. Він прагнув переконати їх відректися від Христа і принести жертву язичницьким богам, але святі були непохитні. Вони спростовували всі доводи правителя, доводячи йому всю помилковість віри в мерзенних, рукотворних язичницьких богів. Тоді урядовець наказав бити християн по обличчю камінням, а потім закувати і кинути в темницю.
Коли святі мученики опівночі співали псалми, несподівано з'явився їм Ангел Господній, і темниця осяялася світлом. Ангел оголосив мученикам, що їх подвиг наближається до кінця, а імена вже записані на Небесах. Двоє темничных вартових, Меней і Вірілад, які бачили що відбувалося, увірували в Христа. На наступний ранок правитель вирішив віддати на смерть Христових сповідників. Після звірячих катувань їх спалили у вогні, а кістки кинули в річку († біля. 318). Благочестиві люди знайшли їх, зібрали і зберегли. Пізніше, коли була дана свобода Христовій Церкві, на тому місці був споруджений храм на честь святих 45-ти мучеників.
Через 181 рік по їх страті, саме місто Нікополь було зруйноване землетрусом в 499 році.
- Пам'ять — 23 липня (Преп. Антонія Печерського, Київського. Свв. сорока п'яти мучч., що в Никополі Вірменському. Свв. братів мучч. Франціска, Мутія, Рафаїла і тих, що з ними в Дамаску вбитих.)